# シュヴァインフルト
シュヴァインフルト（Schweinfurt）は、ドイツ・バイエルン州北部のウンターフランケン行政管区にある郡独立市。人口53,247人（2011年）。ヴュルツブルクの30kmほど北東、マイン川の右岸にある。720年頃初めて記録された地名であるが、その表記Suinuurdeは「豚の渡ることのできる浅瀬」（für Schweine gangbare Furt）と解釈できる。

## 歴史
7世紀にフランク族の集落として成立したと思われる。遅くとも10世紀にはシュヴァインフルト伯爵家、後の同辺境伯家が城を築いた。都市シュヴァインフルトは古い集落の下に成立し、破壊と再建を繰り返した。1254年には王領市場集落（königliche Marktsiedlung）として帝国都市となった。1542年には宗教改革に加わった。1802年にバイエルンに帰属したが、1810年から1814年まではヴュルツブルク大公領に属し、1814年に再びバイエルンに帰属した。1500年頃、約36 haの市場壁内に約2500人が居住していたが、16世紀に人口が大幅に増加した。19世紀初頭の人口は約6000人であった。
19世紀には工業が発展し、特にドイツにおけるボールベアリング生産の中心となった。第二次世界大戦ではこれを狙った連合軍の空襲を受け多数の犠牲者を出した。
当地でボールベアリングで財を成した実業家ゲオルク・シェーファーは美術コレクターとしても知られ、彼のコレクションにより2000年にゲオルク・シェーファー美術館が開設された。

## 姉妹都市
- イギリス・スコットランド・マザーウェル[5][6]
- フランス・シャトーダン[6]
- フィンランド・セイナヨキ[6]

## 出身者
- フリードリヒ・リュッケルト : 詩人
- シュテファン・シュレック : サッカー選手
- トーマス・マイスナー : サッカー選手